# Truyện ảnh

David Morgan-Mar's Irregular Webcomic! bao gồm các bức ảnh của các hình Lego.

Truyện ảnh giống truyện tranh, nhưng sử dụng ảnh chụp cùng với bong bóng hội thoại. Trong tiếng Anh, nó còn được gọi bằng tên Photo comic, fumetti, photonovels. Trong tiếng latin, nó được gọi là fotonovela.
Mặc dù ít phổ biến hơn truyện tranh, truyện ảnh đã xuất hiện ở nhiều nơi và nhiều thời kì khác nhau. Ví dụ, truyện ảnh đã được sử dụng để mô phỏng những bộ phim nổi tiếng và chương trình truyền hình, tranh cổ động, và cung cấp kiến thực y tế. Tranh ảnh đã được phổ biến ở Ý và các nước Mỹ Latinh và ở một mức độ thấp hơn ở các nước nói tiếng Anh.

## Thuật ngữ
Thuật ngữ được sử dụng để mô tả truyện tranh ảnh hơi không nhất quán và mang phong cách riêng. Fumetti là một từ tiếng Ý (nghĩa đen là "những làn khói nhỏ", dùng để chỉ bóng bay), trong ngôn ngữ đó dùng để chỉ bất kỳ loại truyện tranh nào. Do sự phổ biến của truyện tranh ảnh ở Ý, fumetti đã trở thành một từ mượn trong tiếng Anh đề cập cụ thể đến kỹ thuật đó. Nói cách khác, truyện tranh sử dụng sự kết hợp giữa hình ảnh chụp và hình ảnh minh họa đã được mô tả là Meo-fumetti ("một nửa" fumetti). Trong khi đó, thuật ngữ•ể loại truyện tranh ảnh, bao gồm cả cái cổ điển gốc.